# Process Explorer
Der Process Explorer (im Befehlsfenster procexp[.exe] für 32-Bit-Systeme bzw. procexp64[.exe] für 64-Bit-Systeme) ist eine für Windows-Systeme entwickelte proprietäre Software, die von der Microsoft-Abteilung Windows Sysinternals entwickelt wird. Das Programm ist eine Weiterentwicklung des Windows-Taskmanagers und kann zur System-Analyse und -Verwaltung sowie als Werkzeug zur Fehlerbehebung von Software- oder Betriebssystem-Problemen eingesetzt werden.

## Weitere Einzelheiten
Im Gegensatz zum mit Windows ausgelieferten Taskmanager konnte der Process Explorer schon frühzeitig weitere Einzelheiten, wie etwa die Anzahl der Threads, verwendete Handles und Programmbibliotheken (DLLs) zu einzelnen Prozessen anzeigen. Die genaue Auswertung, welcher Prozess welche DLL nutzt, ist ebenso möglich wie die Anzeige, mit welchen Kommandozeilenparametern ein Prozess gestartet wurde. Weiterhin sind genaue Informationen über die Speichernutzung (inklusive I/Os und Paging-Vorgängen) abrufbar.
Laufende (System-)Prozesse können mit dem Onlinedienst VirusTotal auf Schadsoftware geprüft werden. Ebenso lässt sich die digitale Signatur von laufenden Prozessen validieren.
Das Programm erfordert keine Installation und kann als übertragbare Anwendung (sogenannte portable Software), auch von Wechseldatenträgern – wie z. B. USB-Speichersticks oder CD-ROMs – gestartet und ausgeführt werden. Alle vorgenommenen Einstellungen werden jedoch in der lokalen Windows-Registry gespeichert, womit diese selbst nicht ohne Weiteres übertragbar sind. Es ist aus der Anwendung heraus auch möglich, den Taskmanager von Windows dauerhaft durch den Process Explorer zu ersetzen, sofern der Benutzer über Administratorrechte verfügt.

### Eigenschaften
- Hierarchische Prozessansicht
- Beenden laufender Prozesse
- Anpassung der Prozesspriorität und Zuständigkeit der verfügbaren Prozessorkerne
- Anzeige von genutzten DLLs und geöffneten Handles
- Anzeige des Ressourcenbedarfs einzelner Threads
- Optische Unterscheidung von Win32- und .Net-Framework-Prozessen

## Entwicklungsgeschichte
Der Process Explorer unterstützte ab der am 1. November 2006 veröffentlichten Version 10.21, oder früher, die Microsoft-Betriebssysteme ab Windows XP und Server 2003 sowie unter anderem die Windows-9x-Reihe.
Am 15. April 2008 wurde die letzte Version (11.13) mit Unterstützung für die Windows-9x-Reihe veröffentlicht.
Mit der Version 15, die am 18. Juli 2011 veröffentlicht wurde, wurde unter anderem (unter dem Menüpunkten Ansicht und Systeminformationen) eine zusätzliche Anzeige für die Grafikprozessor-Auslastung (englisch GPU) hinzugefügt.
Am 10. März 2015 wurde die letzte Version 16.05 mit Unterstützung für Windows XP und Server 2003 veröffentlicht.